# Fatma Shanan

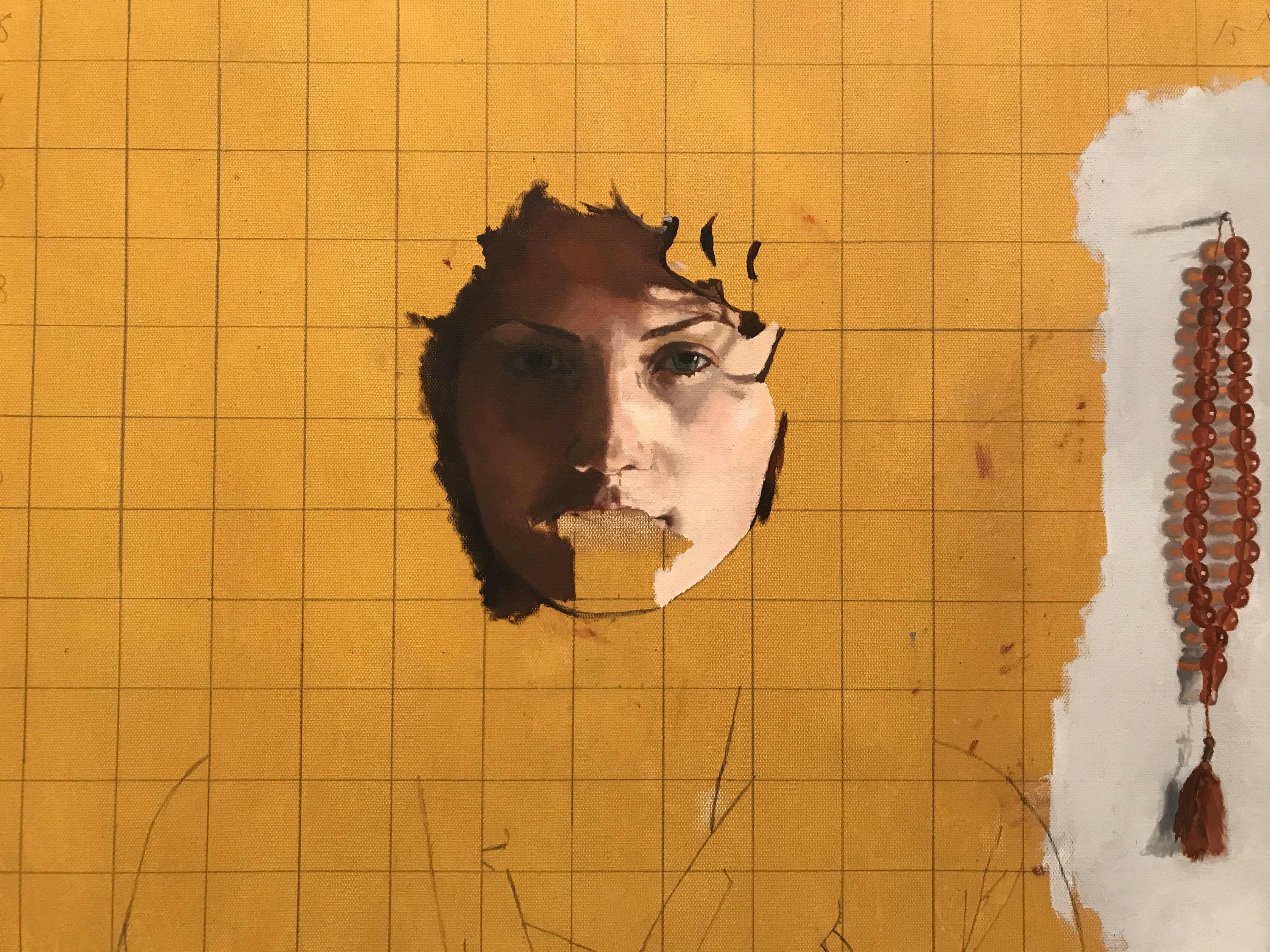
Selbstporträt von Fatma Shanan.

Fatma Shanan (hebräisch פאטמה שנאן, arabisch فاتما شانان, geb. 1986) ist eine drusische Malerin in Israel.

## Leben
Fatma Shanan wurde 1986 in Dschulis, Israel, geboren, wo sie auch aufwuchs. Als Kind erhielt sie privaten Kunstunterricht, weil an ihrer Grundschule kein Kunstunterricht angeboten wurde. Sie studierte Visual Arts am Oranim Academic College (2007–2010). Danach erhielt sie Unterricht im Studio des traditionalistischen israelischen Künstlers Elie Shamir. Sie lebt und arbeitet zwischen Tel Aviv und Julis.
Shanan ist für ihre figurativen Ölgemälde mit Szenen drusischer Dörfer bekannt und lässt sich vom Realismus des 19. und 20. Jahrhunderts inspirieren. Fast alle ihrer Gemälde basieren auf inszenierten Fotografien, in welchen Familie und Freunde als Modelle dienen. Viele ihrer Gemälde zeigen auch traditionelle orientalische Teppiche, welche den Kontrast zu ihren westlich geprägten Landschaften bilden. Das Bild des Orientteppichs ist in der druischen Kultur verbreitet. Teppiche kommen in den meisten Haushalten vor. Der Teppich dient als Gebetsobjekt, er muss sauber bleiben und darf nicht betreten werden. Die Pflege des Teppichs ist oft die Aufgabe einer Frau. Schanans Arbeit beschäftigt sich hauptsächlich mit Identität durch die Darstellung von Figuren im häuslichen und öffentlichen Bereich. Sie konzentriert sich insbesondere auf ihre Identität als Frau in ihrer Gemeinschaft und darauf, wie sich diese auf ihr Leben ausgewirkt hat, und strebt danach, fließendere Beziehungen zwischen den Geschlechtern und den Bevölkerungsgruppen zu schaffen.
Sie hat auch Selbstporträts angefertigt, die ebenfalls Teppichmuster oder andere identitätsstiftende Objekte enthalten. Ein bedeutendes Werk trägt den Titel „Floating Self Portrait“. Es zeigt Shanan, wie sie über einem Teppich schwebt. Es entstand aus einem Video, das sie im Metropolitan Museum of Art aufgenommen hat.

## Ausstellungen
Fatma Shanan hatte Solo- und Gruppenausstellungen in Galerien und Museen in der ganzen Welt, inklusive Soloausstellungen im Tel Aviv Museum of Art, im Zemack Contemporary Art, und in der Umm al-Fahm Art Gallery (صالة العرض للفنون أم الفحم‎הגלריה לאמנות אום אל־פחם‎). Sie hat sich an zahlreichen Gruppenausstellungen beteiligt, inklusive Ausstellungen im Islamischen Museum (Jerusalem), Janco Dada Museum (מוזיאון ינקו דאדא‎), Bloomfield Science Museum (מוזיאון המדע בירושלים‎), The Mediterranean Biennale in Sachnin, Fresh Paint art fair und Alfred Institute for Contemporary Art.

## Sammlungen
Fatma Shanans Arbeiten sind Teil der Sammlung des Israel Museum in Jerusalem.

## Ehrungen
- 2010  Prize for the Encouragement of Further Artistic Creation, The Art Institute, Oranim Academic College, Kiryat Tivon
- 2010  Excellency Award, The America-Israel Cultural Foundation
- 2013  Homebase Project artist’s grant[1]
- 2014  Grant for catalogue publication, Israel National Lottery[1]
- 2014  Artist in the Community Prize, Ministry of Culture and Sport[1]
- 2016  The Yehoshua Rabinovich Foundation for the Arts’ Grant, Tel Aviv
- 2016  Haim Shiff Prize for Figurative-Realist Art, Tel Aviv Museum of Art[12]
- 2017  Award for the Young Artist Ministerium für Kultur und Sport